# Upeneus indicus
Upeneus indicus Uiblein & Heemstra, 2010 è un pesce perciforme marino appartenente alla famiglia Mullidae, noto solo per due esemplari catturati nel 1980 a Kochi di cui il più grande misurava 14 cm.
Nella sua valutazione del 2020, la lista rossa IUCN ha indicato U. indicus come "dati insufficienti" (DD), con la nota che sarà necessario approfondire come questa specie sarebbe differente dal simile Upeneus supravittatus.